# Gedeon Richter
Gedeon Richter Plc. је европско фармацеутско и биотехнолошко предузеће са седиштем у Будимпешти. Највеће је фармацеутско предузеће у средњој и источној европи, са све већим директним присуством у Западној Европи, Кини, Северној Америци и Латинској Америци. Има највећу јединицу за истраживање и развој у средњој и источној Европи, а послује у преко 50 земаља.
Продаје производе за централни нервни систем, здравље жена и кардиоваскуларне терапеутске области између осталог. Предузеће је током 1901. године основао фармацеут Гедеон Рихтер (1872–1944).